# Daniel Nestor
Daniel Mark Nestor, rodným jménem Danijel Nestorović, srbsky Данијел Несторовић (* 4. září 1972 Bělehrad) je kanadský profesionální tenista srbského původu, který vyrůstal v ontarijském Torontu. Opakované se stal světovou jedničkou ve čtyřhře, naposledy od května do září 2012. Na sydneyských olympijských hrách 2000 se stal olympijským vítězem v mužské čtyřhře, když zvítězil v páru se  Sébastienem Lareauem. Na okruhu ATP World Tour vyhrál osmdesát pět turnajů ve čtyřhře, z toho všechny čtyři Grand Slamy, což jej v historických tabulkách řadí na 4. místo. Ve smíšené čtyřhře získal čtyři tituly, první s Jelenou Lichovcevovou na Australian Open 2007, druhý s Katarinou Srebotnikovou na Australian Open 2011, zbylé dva tituly vybojoval s Kristinou Mladenovicovou ve Wimbledonu 2013 a na Australian Open 2014.
Spolu s americkými bratry Bobem a Mikem Bryanovými je jedním ze tří hráčů historie, kteří dokázali ve čtyřhře vyhrát všechny události grandslamu, turnaje kategorie Masters, Turnaj mistrů a letní olympijské hry. Z Turnaje mistrů si připsal čtyři tituly v letech 2007, 2008, 2010 a 2011.
Na žebříčku ATP byl ve dvouhře nejvýše klasifikován v srpnu 1999 na 58. místě a ve čtyřhře pak v srpnu 2002 na 1. místě.
V kanadském daviscupovém týmu debutoval v roce 1992 utkáním 1. kola Světové skupiny proti Švédsku, v němž vyhrál dvouhru nad Stefanem Edbergem a v rozhodujícím pátém utkání podlehl Magnusi Gustaffsonovi. Do září 2013 v soutěži nastoupil ke čtyřiceti čtyřem mezistátním utkáním s bilancí 15–15 ve dvouhře a 30–7 ve čtyřhře.
Třikrát, v letech 2002, 2004 a 2008 byl vyhlášen nejlepším deblistou okruhu ATP Tour.

## Soukromý život
Narodil se roku 1972 v jugoslávské metropoli Bělehradu. Spolu se srbskými rodiči emigroval ve čtyřech letech do Kanady (1976). Rodina se usídlila v Torontu, kde vystudoval sportovně zaměřenou školu Earl Haig Secondary School.
V červenci 2005 se po dvouletém vztahu oženil s Natašou Gavrilovićovou (Наташа Гавриловић). Dcera Tiana Alexis se narodila 15. prosince 2008, dva týdny poté, kdy manželka jeho stálého deblového spoluhráče Nenada Zimonjiće přivedla na svět dvojčata. Rodina žije na Bahamách.
V prosinci 2010 byl oceněn nejvyšším civilním kanadským vyznamenáním Řádem Kanady. Dne 28. června 2011 bylo oznámeno, že obdrží hvězdu na Kanadském chodníku slávy, což se stalo 1. října téhož roku při slavnosti v torontském Elgin Theatre.
V srpnu 2012 získal čestný doktorát práva na York University.

## Finálová utkání na Grand Slamu

### Mužská čtyřhra: 16 (8–8)

#### Vítěz
| Rok  | Turnaj          | Spoluhráč      | Finalisté                            | Výsledek                    |
| ---- | --------------- | -------------- | ------------------------------------ | --------------------------- |
| 2002 | Australian Open | Mark Knowles   | Michaël Llodra Fabrice Santoro       | 7–6(4), 6–3                 |
| 2004 | US Open         | Mark Knowles   | Leander Paes David Rikl              | 6–3, 6–3                    |
| 2007 | French Open     | Mark Knowles   | Lukáš Dlouhý Pavel Vízner            | 2–6, 6–3, 6–4               |
| 2008 | Wimbledon       | Nenad Zimonjić | Jonas Björkman Kevin Ullyett         | 7–6(12), 6–7(3), 6–3, 6–3   |
| 2009 | Wimbledon       | Nenad Zimonjić | Bob Bryan Mike Bryan                 | 7–6(7), 6–7(3), 7–6(3), 6–3 |
| 2010 | French Open     | Nenad Zimonjić | Lukáš Dlouhý Leander Paes            | 7–5, 6–2                    |
| 2011 | French Open     | Max Mirnyj     | Juan Sebastián Cabal Eduardo Schwank | 63–7, 6–3, 4–6              |
| 2012 | French Open     | Max Mirnyj     | Bob Bryan Mike Bryan                 | 6-4, 6-4                    |

#### Finalista
| Rok  | Turnaj          | Spoluhráč      | Vítězové                          | Výsledek              |
| ---- | --------------- | -------------- | --------------------------------- | --------------------- |
| 1995 | Australian Open | Mark Knowles   | Jared Palmer Richey Reneberg      | 6–3, 3–6, 6–3, 6–2    |
| 1998 | French Open     | Mark Knowles   | Jacco Eltingh Paul Haarhuis       | 6–3, 3–6, 6–3         |
| 1998 | US Open         | Mark Knowles   | Cyril Suk Sandon Stolle           | 4–6, 7–6, 6–2         |
| 2002 | French Open     | Mark Knowles   | Paul Haarhuis Jevgenij Kafelnikov | 7–5, 6–4              |
| 2002 | Wimbledon       | Mark Knowles   | Jonas Björkman Todd Woodbridge    | 6–1, 6–2, 6–7(7), 7–5 |
| 2003 | Australian Open | Mark Knowles   | Michaël Llodra Fabrice Santoro    | 6–4, 3–6, 6–3         |
| 2008 | French Open     | Nenad Zimonjić | Pablo Cuevas Luis Horna           | 6–2, 6–3              |
| 2010 | Australian Open | Nenad Zimonjić | Bob Bryan Mike Bryan              | 6–3, 6–7(5), 6–3      |

### Smíšená čtyřhra: 7 (3–4)

#### Vítěz
| Rok  | Turnaj              | Spoluhráč              | Finalisté                      | Výsledek         |
| ---- | ------------------- | ---------------------- | ------------------------------ | ---------------- |
| 2007 | Australian Open (1) | Jelena Lichovcevová    | Viktoria Azarenková Max Mirnyj | 6–4, 6–4         |
| 2011 | Australian Open (2) | Katarina Srebotniková  | Čan Jung-žan Paul Hanley       | 6–3, 3–6, [10–7] |
| 2013 | Wimbledon (1)       | Kristina Mladenovicová | Bruno Soares Lisa Raymondová   | 5–7, 6–2, 8–6    |
| 2014 | Australian Open (3) | Kristina Mladenovicová | Sania Mirzaová Horia Tecău     | 6–3, 6–2         |

#### Finalista
| Rok  | Turnaj          | Spoluhráč              | Vítězové                             | Výsledek         |
| ---- | --------------- | ---------------------- | ------------------------------------ | ---------------- |
| 2003 | US Open         | Lina Krasnorucká       | Katarina Srebotniková Bob Bryan      | 7–5, 5–7, [5–10] |
| 2006 | Australian Open | Jelena Lichovcevová    | Martina Hingisová Mahesh Bhupathi    | 3–6, 3–6         |
| 2006 | French Open     | Jelena Lichovcevová    | Katarina Srebotniková Nenad Zimonjić | 3–6, 4–6         |
| 2013 | French Open     | Kristina Mladenovicová | Lucie Hradecká František Čermák      | 6–1, 4–6, [6–10] |

## Finálová utkání na Turnaji mistrů

### Mužská čtyřhra: 6 (4–2)

#### Vítěz
| Rok  | Turnaj                 | Spoluhráč      | Finalisté                            | Výsledek    |
| ---- | ---------------------- | -------------- | ------------------------------------ | ----------- |
| 2007 | Šanghaj Čína           | Mark Knowles   | Simon Aspelin Julian Knowle          | 6-2, 6-3    |
| 2008 | Šanghaj Čína           | Nenad Zimonjić | Bob Bryan Mike Bryan                 | 7-6(3), 6-2 |
| 2010 | Londýn, Velká Británie | Nenad Zimonjić | Mahesh Bhupathi Max Mirnyj           | 7–6(6), 6–4 |
| 2011 | Londýn, Velká Británie | Max Mirnyj     | Mariusz Fyrstenberg Marcin Matkowski | 7–5, 6–3    |

#### Finalista
| Rok  | Turnaj        | Spoluhráč    | Vítězové                    | Výsledek      |
| ---- | ------------- | ------------ | --------------------------- | ------------- |
| 1998 | Hartford, USA | Mark Knowles | Jacco Eltingh Paul Haarhuis | 6-4, 6-2, 7-5 |
| 2006 | Šanghaj, Čína | Mark Knowles | Jonas Björkman Max Mirnyj   | 6-2, 6-4      |

## Finále na okruhu ATP Tour

### Mužská čtyřhra: 132 (80–52)

#### Vítěz
| Legenda                                                        |
| Grand Slam (8)                                                 |
| Olympijské zlato (1)                                           |
| Tennis Masters Cup / ATP World Tour Finals (4)                 |
| ATP Masters Series / ATP World Tour Masters 1000 (25)          |
| ATP International Series Gold / ATP World Tour 500 Series (18) |
| ATP International Series / ATP World Tour 250 Series (24)      |

| Tituly dle povrchu |
| tvrdý (48)         |
| antuka (21)        |
| tráva (6)          |
| Koberec (4)        |

| Č.  | Datum             | Turnaj                           | Povrch      | Partner          | Finalisté                            | Výsledek                    |
| 1.  | 18. září 1994     | Bogotá, Kolumbie                 | antuka      | Mark Knowles     | Luke Jensen Murphy Jensen            | 6-4, 7-6                    |
| 2.  | 20. srpen 1995    | Indianapolis, USA                | tvrdý       | Mark Knowles     | Scott Davis Todd Martin              | 6-4, 6-4                    |
| 3.  | 7. leden 1996     | Dauhá, Katar                     | tvrdý       | Mark Knowles     | Jacco Eltingh Paul Haarhuis          | 7-6, 6-3                    |
| 4.  | 25. únor 1996     | Memphis, USA                     | tvrdý (h)   | Mark Knowles     | Todd Woodbridge Mark Woodforde       | 6-4, 7-5                    |
| 5.  | 12. květen 1996   | Hamburg, Německo                 | antuka      | Mark Knowles     | Guy Forget Jakob Hlasek              | 6-2, 6-4                    |
| 6.  | 11. srpen 1996    | Cincinnati, USA                  | tvrdý       | Mark Knowles     | Sandon Stolle Cyril Suk              | 3-6, 6-3, 6-4               |
| 7.  | 16. březen 1997   | Indian Wells, USA                | tvrdý       | Mark Knowles     | Mark Philippoussis Patrick Rafter    | 7-6, 4-6, 7-5               |
| 8.  | 18. květen 1997   | Řím, Itálie                      | antuka      | Mark Knowles     | Byron Black Alex O'Brien             | 6-3, 4-6, 7-5               |
| 9.  | 19. duben 1998    | Tokio, Japonsko                  | tvrdý       | Sébastien Lareau | Olivier Delaitre Stefano Pescosolido | 6-3, 6-4                    |
| 10. | 16. srpen 1998    | Cincinnati, USA                  | tvrdý       | Mark Knowles     | Olivier Delaitre Fabrice Santoro     | 6-1, 2-1 skreč              |
| 11. | 17. leden 1999    | Sydney, Austrálie                | tvrdý       | Sébastien Lareau | Patrick Galbraith Paul Haarhuis      | 6-3, 6-4                    |
| 12. | 10. říjen 1999    | Šanghaj, Čína                    | tvrdý       | Sébastien Lareau | Todd Woodbridge Mark Woodforde       | 7-5, 6-3                    |
| 13. | 6. srpen 2000     | Montreal, Kanada                 | tvrdý       | Sébastien Lareau | Joshua Eagle Andrew Florent          | 6-3, 7-6(3)                 |
| 14. | 1. říjen 2000     | Sydney 2000, Austrálie           | tvrdý       | Sébastien Lareau | Todd Woodbridge Mark Woodforde       | 5-7, 6-3, 6-4, 7-6(2)       |
| 15. | 12. listopad 2000 | Petrohrad, Rusko                 | tvrdý (h)   | Kevin Ullyett    | Thomas Šimada Myles Wakefield        | 7-6(5), 7-5                 |
| 16. | 26. listopad 2000 | Stockholm, Švédsko               | tvrdý (h)   | Mark Knowles     | Petr Pála Pavel Vízner               | 6-3, 6-2                    |
| 17. | 7. leden 2001     | Dauhá, Katar                     | tvrdý       | Mark Knowles     | Juan Balcells Andrej Olchovskij      | 6-3, 6-1                    |
| 18. | 14. leden 2001    | Sydney, Austrálie                | tvrdý       | Sandon Stolle    | Jonas Björkman Todd Woodbridge       | 2-6, 7-6(4), 7-6(5)         |
| 19. | 17. červen 2001   | Halle, Německo                   | tráva       | Sandon Stolle    | Max Mirnyj Patrick Rafter            | 6-4, 6-7(5), 6-1            |
| 20. | 14. říjen 2001    | Lyon, Francie                    | koberec (h) | Nenad Zimonjić   | Arnaud Clément Sébastien Grosjean    | 6-1, 6-2                    |
| 21. | 27. leden 2002    | Australian Open, Austrálie       | tvrdý       | Mark Knowles     | Michaël Llodra Fabrice Santoro       | 7-6(4), 6-3                 |
| 22. | 3. březen 2002    | Dubaj, SAE                       | tvrdý       | Mark Knowles     | Joshua Eagle Sandon Stolle           | 3-6, 6-3, 13-11             |
| 23. | 17. březen 2002   | Indian Wells, USA                | tvrdý       | Mark Knowles     | Roger Federer Max Mirnyj             | 6-4, 6-4                    |
| 24. | 31. březen 2002   | Miami, USA                       | tvrdý       | Mark Knowles     | Donald Johnson Jared Palmer          | 6-3, 3-6, 6-1               |
| 25. | 18. srpen 2002    | Indianapolis, USA                | tvrdý       | Mark Knowles     | Mahesh Bhupathi Max Mirnyj           | 7-6(4), 6-7(5), 6-4         |
| 26. | 20. říjen 2002    | Madrid, Španělsko                | tvrdý (h)   | Mark Knowles     | Mahesh Bhupathi Max Mirnyj           | 6-3, 7-5, 6-0               |
| 27. | 23. únor 2003     | Memphis, USA                     | tvrdý (h)   | Mark Knowles     | Bob Bryan Mike Bryan                 | 6-2, 7-6(3)                 |
| 28. | 2. březen 2003    | Acapulco, Mexiko                 | antuka      | Mark Knowles     | David Ferrer Fernando Vicente        | 6-3, 6-3                    |
| 29. | 27. duben 2003    | Houston, USA                     | antuka      | Mark Knowles     | Jan-Michael Gambill Graydon Oliver   | 6-4, 6-3                    |
| 30. | 18. květen 2003   | Hamburg, Německo                 | antuka      | Mark Knowles     | Mahesh Bhupathi Max Mirnyj           | 6-4, 7-6(10)                |
| 31. | 15. červen 2003   | Queen's Club, Velká Británie     | tráva       | Mark Knowles     | Mahesh Bhupathi Max Mirnyj           | 5-7, 6-4, 7-6(3)            |
| 32. | 26. říjen 2003    | Basilej, Švýcarsko               | koberec (h) | Mark Knowles     | Lucas Arnold Ker Mariano Hood        | 6-4, 6-2                    |
| 33. | 29. únor 2004     | Marseille, Francie               | tvrdý (h)   | Mark Knowles     | Martin Damm Cyril Suk                | 7-5, 6-3                    |
| 34. | 2. květen 2004    | Barcelona, Španělsko             | antuka      | Mark Knowles     | Mariano Hood Sebastian Prieto        | 4-6, 6-3, 6-4               |
| 35. | 8. srpen 2004     | Cincinnati, USA                  | tvrdý       | Mark Knowles     | Jonas Björkman Todd Woodbridge       | 6-2, 3-6, 6-3               |
| 36. | 12. září 2004     | US Open, USA                     | tvrdý       | Mark Knowles     | Leander Paes David Rikl              | 6-3, 6-3                    |
| 37. | 24. říjen 2004    | Madrid, Španělsko                | tvrdý (h)   | Mark Knowles     | Bob Bryan Mike Bryan                 | 6-3, 6-4                    |
| 38. | 20. březen 2005   | Indian Wells, USA                | tvrdý       | Mark Knowles     | Wayne Arthurs Paul Hanley            | 7-6(6), 7-6(2)              |
| 39. | 24. duben 2005    | Houston, USA                     | antuka      | Mark Knowles     | Martín García Luis Horna             | 6-3, 6-4                    |
| 40. | 16. říjen 2005    | Vídeň, Rakousko                  | tvrdý (h)   | Mark Knowles     | Jonathan Erlich Andy Ram             | 5-3, 5-4(2)                 |
| 41. | 23. říjen 2005    | Madrid, Španělsko                | tvrdý (h)   | Mark Knowles     | Leander Paes Nenad Zimonjić          | 3-6, 6-3, 6-2               |
| 42. | 5. únor 2006      | Delray Beach, USA                | tvrdý       | Mark Knowles     | Chris Haggard Wesley Moodie          | 6-2, 6-3                    |
| 43. | 19. březen 2006   | Indian Wells, USA                | tvrdý       | Mark Knowles     | Bob Bryan Mike Bryan                 | 6-4, 6-4                    |
| 44. | 30. duben 2006    | Barcelona, Španělsko             | antuka      | Mark Knowles     | Mariusz Fyrstenberg Marcin Matkowski | 6-2, 6-7(4), 10-5           |
| 45. | 14. květen 2006   | Řím, Itálie                      | antuka      | Mark Knowles     | Jonathan Erlich Andy Ram             | 6-4, 5-7, 13-11             |
| 46. | 29. říjen 2006    | Basilej, Švýcarsko               | koberec (h) | Mark Knowles     | Mariusz Fyrstenberg Marcin Matkowski | 4-6, 6-4, 10-8              |
| 47. | 9. červen 2007    | French Open, Francie             | antuka      | Mark Knowles     | Pavel Vízner Lukáš Dlouhý            | 2-6, 6-3, 6-4               |
| 48. | 17. červen 2007   | Queen's Club, Velká Británie     | tráva       | Mark Knowles     | Bob Bryan Mike Bryan                 | 7-6(4), 7-5                 |
| 49. | 28. říjen 2007    | Petrohrad, Rusko                 | koberec (h) | Nenad Zimonjić   | Todd Perry Jürgen Melzer             | 6-1, 7-6(3)                 |
| 50. | 18. listopad 2007 | Šanghaj, Čína                    | tvrdý (h)   | Mark Knowles     | Simon Aspelin Julian Knowle          | 6-2, 6-3                    |
| 51. | 18. květen 2008   | Hamburg, Německo                 | antuka      | Nenad Zimonjić   | Bob Bryan Mike Bryan                 | 6-4, 5-7, 10-8              |
| 52. | 15. červen 2008   | Queen's Club, Velká Británie     | tráva       | Nenad Zimonjić   | Marcelo Melo André Sá                | 6-4, 7-6(3)                 |
| 53. | 5. červenec 2008  | Wimbledon, Velká Británie        | tráva       | Nenad Zimonjić   | Jonas Björkman Kevin Ullyett         | 7-6(12), 6-7(3), 6-3, 6-3   |
| 54. | 27. červenec 2008 | Toronto, Kanada                  | tvrdý       | Nenad Zimonjić   | Bob Bryan Mike Bryan                 | 6-2, 4-6, 10-6              |
| 55. | 16. listopad 2008 | Šanghaj, Čína                    | tvrdý (h)   | Nenad Zimonjić   | Bob Bryan Mike Bryan                 | 7-6(3), 6-2                 |
| 56. | 15. únor 2009     | Rotterdam, Nizozemsko            | tvrdý (h)   | Nenad Zimonjić   | Lukáš Dlouhý Leander Paes            | 6-2, 7-5                    |
| 57. | 19. duben 2009    | Monte Carlo, Monako              | antuka      | Nenad Zimonjić   | Bob Bryan Mike Bryan                 | 6-4, 6-1                    |
| 58. | 26. duben 2009    | Barcelona, Španělsko             | antuka      | Nenad Zimonjić   | Mahesh Bhupathi Mark Knowles         | 6-3, 7-6(9)                 |
| 59. | 3. květen 2009    | Řím, Itálie                      | antuka      | Nenad Zimonjić   | Bob Bryan Mike Bryan                 | 7-6(5), 6-3                 |
| 60. | 17. květen 2009   | Madrid, Španělsko                | antuka      | Nenad Zimonjić   | Simon Aspelin Wesley Moodie          | 6-4, 6-4                    |
| 61. | 4. červenec 2009  | Wimbledon, Velká Británie        | tráva       | Nenad Zimonjić   | Bob Bryan Mike Bryan                 | 7-6(7), 6-7(3), 7-6(3), 6-3 |
| 62. | 23. srpen 2009    | Cincinnati, USA                  | tvrdý       | Nenad Zimonjić   | Bob Bryan Mike Bryan                 | 3-6, 7-6(2), 15-13          |
| 63. | 8. listopad 2009  | Basilej, Švýcarsko               | tvrdý (h)   | Nenad Zimonjić   | Bob Bryan Mike Bryan                 | 6-2, 6-3                    |
| 64. | 15. listopad 2009 | Paříž, Francie                   | tvrdý (h)   | Nenad Zimonjić   | Marcel Granollers Tommy Robredo      | 6-3, 6-4                    |
| 65. | 16. leden 2010    | Sydney, Austrálie                | tvrdý       | Nenad Zimonjić   | Ross Hutchins Jordan Kerr            | 6-3, 7-6(5)                 |
| 66. | 14. únor 2010     | Rotterdam, Nizozemí              | tvrdý (h)   | Nenad Zimonjić   | Simon Aspelin Paul Hanley            | 6-4, 4-6, 10-7              |
| 67. | 18. duben 2010    | Monte Carlo, Monako              | antuka      | Nenad Zimonjić   | Mahesh Bhupathi Max Mirnyj           | 6-3, 2-0 skreč              |
| 68. | 25. duben 2010    | Barcelona, Španělsko             | antuka      | Nenad Zimonjić   | Lleyton Hewitt Mark Knowles          | 4-6, 6-3, 10-6              |
| 69. | 5. červen 2010    | French Open, Francie (2)         | antuka      | Nenad Zimonjić   | Lukáš Dlouhý Leander Paes            | 7–5, 6–2                    |
| 70. | 31. říjen 2010    | Vídeň, Rakousko (2)              | tvrdý (h)   | Nenad Zimonjić   | Mariusz Fyrstenberg Marcin Matkowski | 7–5, 3–6, [10–5]            |
| 71. | 28. listopad 2010 | Londýn, Velká Británie (3)       | tvrdý (h)   | Nenad Zimonjić   | Mahesh Bhupathi Max Mirnyj           | 7–6(6), 6–4                 |
| 72. | 20. únor 2011     | Memphis, USA (3)                 | tvrdý (h)   | Max Mirnyj       | Eric Butorac Jean-Julien Rojer       | 6–2, 6–7(6), [10–3]         |
| 73. | 4. červen 2011    | French Open, Francie (3)         | antuka      | Max Mirnyj       | Juan Sebastián Cabal Eduardo Schwank | 7–6(3), 3–6, 6–4            |
| 74. | 16. říjen 2011    | Šanghaj, Čína                    | tvrdý       | Max Mirnyj       | Nenad Zimonjič Michael Llodra        | 3-6, 6-1, 12-10             |
| 75. | 27. listopad 2011 | Londýn, Velká Británie (4)       | tvrdý (h)   | Max Mirnyj       | Mariusz Fyrstenberg Marcin Matkowski | 7-6(3), 6-2                 |
| 76. | 8. leden 2012     | Brisbane, Austrálie              | tvrdý (v)   | Max Mirnyj       | Jürgen Melzer Philipp Petzschner     | 6-1, 6-2                    |
| 77. | 26. únor 2012     | Memphis, USA (4)                 | tvrdý (h)   | Max Mirnyj       | Ivan Dodig Marcelo Melo              | 4-6, 7-5, 10-8              |
| 78. | 10. červen 2012   | French Open, Francie (4)         | antuka      | Max Mirnyj       | Bob Bryan Mike Bryan                 | 7–6(3), 3–6, 6–4            |
| 79. | 17. červen 2012   | Queen's Club, Velká Británie (4) | tráva       | Max Mirnyj       | Bob Bryan Mike Bryan                 | 6-3, 6-4                    |
| 80. | 28. října 2012    | Basilej, Švýcarsko (4)           | tvrdý (h)   | Nenad Zimonjić   | Treat Conrad Huey Dominic Inglot     | 7–5, 6–7(4–7), [10–5]       |

#### Finalista
| Legenda                                                       |
| Grand Slam (8)                                                |
| Tennis Masters Cup / ATP World Tour Finals (2)                |
| ATP Masters Series / ATP World Tour Masters 1000 (18)         |
| ATP International Series Gold / ATP World Tour 500 Series (7) |
| ATP International Series / ATP World Tour 250 Series (17)     |

| Finále dle povrchu |
| tvrdý (32)         |
| antuka (11)        |
| tráva (4)          |
| koberec (5)        |

| Č.  | Datum             | Turnaj                       | Povrch      | Partner          | Vítězové                           | Výsledek              |
| 1.  | 29. leden 1995    | Australian Open, Austrálie   | tvrdý       | Mark Knowles     | Jared Palmer Richey Reneberg       | 6-3, 3-6, 6-3, 6-2    |
| 2.  | 13. srpen 1995    | Cincinnati, USA              | tvrdý       | Mark Knowles     | Todd Woodbridge Mark Woodforde     | 6-2, 3-0 skreč        |
| 3.  | 16. červen 1996   | Rosmalen, Nizozemsko         | tráva       | Anders Järryd    | Paul Kilderry Pavel Vízner         | 7-5, 6-3              |
| 4.  | 25. srpen 1996    | Montreal, Kanada             | tvrdý       | Mark Knowles     | Patrick Galbraith Paul Haarhuis    | 7-6, 6-3              |
| 5.  | 16. únor 1997     | San José, USA                | tvrdý (h)   | Mark Knowles     | Brian MacPhie Gary Muller          | 4-6, 7-6, 7-5         |
| 6.  | 30. březen 1997   | Key Biscayne, USA            | tvrdý       | Mark Knowles     | Todd Woodbridge Mark Woodforde     | 7-6, 7-6              |
| 7.  | 18. leden 1998    | Sydney, Austrálie            | tvrdý       | Jacco Eltingh    | Todd Woodbridge Mark Woodforde     | 6-3, 7-5              |
| 8.  | 7. červen 1998    | French Open, Francie         | antuka      | Mark Knowles     | Jacco Eltingh Paul Haarhuis        | 6-3, 3-6, 6-3         |
| 9.  | 21. červen 1998   | Nottingham, Velká Británie   | tráva       | Sébastien Lareau | Justin Gimelstob Byron Talbot      | 7-5, 6-7, 6-4         |
| 10. | 23. srpen 1998    | Indianapolis, USA            | tvrdý       | Mark Knowles     | Jiří Novák David Rikl              | 6-2, 7-6              |
| 11. | 13. září 1998     | US Open, USA                 | tvrdý       | Mark Knowles     | Sandon Stolle Cyril Suk            | 4-6, 7-6, 6-2         |
| 12. | 22. listopad 1998 | Hartford, USA                | koberec (h) | Mark Knowles     | Jacco Eltingh Paul Haarhuis        | 6-4, 6-2, 7-5         |
| 13. | 19. listopad 2000 | Paříž, Francie               | koberec (h) | Paul Haarhuis    | Nicklas Kulti Max Mirnyj           | 6-4, 7-5              |
| 14. | 4. březen 2001    | Dubaj, SAE                   | tvrdý       | Nenad Zimonjić   | Joshua Eagle Sandon Stolle         | 6-4, 6-4              |
| 15. | 13. květen 2001   | Řím, Itálie                  | antuka      | Sandon Stolle    | Wayne Ferreira Jevgenij Kafelnikov | 6-4, 7-6(6)           |
| 16. | 20. květen 2001   | Hamburk, Německo             | antuka      | Sandon Stolle    | Jonas Björkman Todd Woodbridge     | 7-6(2), 3-6, 6-3      |
| 17. | 24. únor 2002     | Rotterdam, Nizozemsko        | tvrdý (h)   | Mark Knowles     | Roger Federer Max Mirnyj           | 4-6, 6-3, 10-4        |
| 18. | 10. březen 2002   | Scottsdale, USA              | tvrdý       | Mark Knowles     | Bob Bryan Mike Bryan               | 7-5, 7-6(6)           |
| 19. | 9. červen 2002    | French Open, Francie         | antuka      | Mark Knowles     | Paul Haarhuis Jevgenij Kafelnikov  | 7-5, 6-4              |
| 20. | 7. červenec 2002  | Wimbledon, Velká Británie    | tráva       | Mark Knowles     | Jonas Björkman Todd Woodbridge     | 6-1, 6-2, 6-7(7), 7-5 |
| 21. | 4. srpen 2002     | Montreal, Kanada             | tvrdý       | Mark Knowles     | Bob Bryan Mike Bryan               | 4-6, 7-6(1), 6-3      |
| 22. | 13. říjen 2002    | Lyon, Francie                | koberec (h) | Mark Knowles     | Wayne Black Kevin Ullyett          | 6-4, 3-6, 7-6(3)      |
| 23. | 27. říjen 2002    | Basilej, Švýcarsko           | koberec (h) | Mark Knowles     | Bob Bryan Mike Bryan               | 7-6(1), 7-5           |
| 24. | 5. leden 2003     | Dauhá, Katar                 | tvrdý       | Mark Knowles     | Martin Damm Cyril Suk              | 6-4, 7-6(10)          |
| 25. | 26. leden 2003    | Australian Open, Austrálie   | tvrdý       | Mark Knowles     | Michaël Llodra Fabrice Santoro     | 6-4, 3-6, 6-3         |
| 26. | 13. červen 2004   | Queen's Club, Velká Británie | tráva       | Mark Knowles     | Bob Bryan Mike Bryan               | 6-4, 6-4              |
| 27. | 13. únor 2005     | Marseille, Francie           | tvrdý (h)   | Mark Knowles     | Martin Damm Radek Štěpánek         | 7-6(4), 7-6(5)        |
| 28. | 6. listopad 2005  | Paříž, Francie               | koberec (h) | Mark Knowles     | Bob Bryan Mike Bryan               | 6-4, 6-7(3), 6-4      |
| 29. | 19. únor 2006     | Marseille, Francie           | tvrdý (h)   | Mark Knowles     | Martin Damm Radek Štěpánek         | 6-2, 6-7(4), 10-3     |
| 30. | 5. březen 2006    | Dubaj, SAE                   | tvrdý       | Mark Knowles     | Paul Hanley Kevin Ullyett          | 1-6, 6-2, 10-1        |
| 31. | 21. květen 2006   | Hamburk, Německo             | antuka      | Mark Knowles     | Paul Hanley Kevin Ullyett          | 6-2, 7-6(10)          |
| 32. | 22. říjen 2006    | Madrid, Španělsko            | tvrdý (h)   | Mark Knowles     | Bob Bryan Mike Bryan               | 7-5, 6-4              |
| 33. | 19. listopad 2006 | Masters Cup, Šanghaj, Čína   | tvrdý (h)   | Mark Knowles     | Jonas Björkman Max Mirnyj          | 6-2, 6-4              |
| 34. | 14. leden 2007    | Sydney, Austrálie            | tvrdý       | Mark Knowles     | Paul Hanley Kevin Ullyett          | 6-4, 6-7(3), 10-6     |
| 35. | 18. únor 2007     | Marseille, Francie           | tvrdý (h)   | Mark Knowles     | Arnaud Clément Michaël Llodra      | 7-6(4), 4-6, 10-8     |
| 36. | 15. duben 2007    | Houston, USA                 | antuka      | Mark Knowles     | Mike Bryan Bob Bryan               | 7-6(3), 6-4           |
| 37. | 4. listopad 2007  | Paříž, Francie               | tvrdý (h)   | Nenad Zimonjić   | Mike Bryan Bob Bryan               | 6-3, 7-6(4)           |
| 38. | 23. březen 2008   | Indian Wells, USA            | tvrdý       | Nenad Zimonjić   | Jonathan Erlich Andy Ram           | 6-4, 6-4              |
| 39. | 11. květen 2008   | Řím, Itálie                  | antuka      | Nenad Zimonjić   | Mike Bryan Bob Bryan               | 3-6, 6-4, 10-8        |
| 40. | 9. červen 2008    | French Open, Francie         | antuka      | Nenad Zimonjić   | Luis Horna Pablo Cuevas            | 6-2, 6-3              |
| 41. | 9. leden 2009     | Dauhá, Katar                 | tvrdý       | Nenad Zimonjić   | Marc López Rafael Nadal            | 4-6, 6-4, 10-8        |
| 42. | 17. leden 2009    | Sydney, Austrálie            | tvrdý       | Nenad Zimonjić   | Mike Bryan Bob Bryan               | 6-1, 7-6(3)           |
| 43. | 30. leden 2010    | Australian Open, Austrálie   | tvrdý       | Nenad Zimonjić   | Mike Bryan Bob Bryan               | 6-3, 6-7(5), 6-3      |
| 44. | 20. březen 2010   | Indian Wells, USA            | tvrdý       | Nenad Zimonjić   | Marc López Rafael Nadal            | 7-6(8), 6-3           |
| 45. | 9. května 2010    | Madrid, Španělsko            | antuka      | Nenad Zimonjić   | Bob Bryan Mike Bryan               | 3–6, 4–6              |
| 46. | 7. listopadu 2010 | Basilej, Švýcarsko           | tvrdý (h)   | Nenad Zimonjić   | Bob Bryan Mike Bryan               | 3–6, 6–3, [3–10]      |
| 47. | 23. března 2011   | Miami, Spojené státy         | tvrdý       | Max Mirnyj       | Mahesh Bhupathi Leander Paes       | 7–6(7–5), 2–6, [5–10] |
| 48. | 30. října 2011    | Vídeň, Rakousko              | tvrdý (h)   | Max Mirnyj       | Bob Bryan Mike Bryan               | 6–7(10–12), 3–6       |
| 49. | 5. listopadu 2011 | Basilej, Švýcarsko           | tvrdý (h)   | Max Mirnyj       | Michaël Llodra Nenad Zimonjić      | 4–6, 5–7              |
| 50. | 21. března 2012   | Miami, Spojené státy         | tvrdý       | Max Mirnyj       | Leander Paes Radek Štěpánek        | 6–3, 1–6, [8–10]      |
| 51. | 15. dubna 2012    | Monte-Carlo, Monako          | antuka      | Max Mirnyj       | Bob Bryan Mike Bryan               | 2–6, 3–6              |
| 52. | 28. dubna 2013    | Barcelona, Španělsko         | antuka      | Robert Lindstedt | Alexander Peya Bruno Soares        | 7–5, 6–7(7–9), [4–10] |

## Postavení na konečném žebříčku ATP

### Dvouhra
| Rok    | 1989 | 1990   | 1991   | 1992   | 1993   | 1994   | 1995   | 1996   | 1997   | 1998   | 1999  | 2000   | 2001   | 2002   | 2003   | 2004    | 2005 | 2006    |
| Pořadí | 837. | ▲ 753. | ▲ 242. | ▲ 234. | ▲ 186. | ▲ 169. | ▼ 180. | ▲ 114. | ▲ 112. | ▲ 107. | ▲ 90. | ▼ 219. | ▲ 218. | ▼ 661. | ▲ 503. | ▼ 1038. | x    | ▼ 1119. |

### Čtyřhra
| Rok    | 1989 | 1990   | 1991   | 1992   | 1993   | 1994  | 1995  | 1996  | 1997  | 1998 | 1999  | 2000  | 2001  | 2002 | 2003 | 2004 | 2005 | 2006 | 2007 | 2008 | 2009 |
| Pořadí | 739. | ▲ 560. | ▲ 374. | ▲ 283. | ▲ 133. | ▲ 63. | ▲ 10. | ▼ 11. | ▼ 18. | ▲ 7. | ▼ 27. | ▲ 13. | ▲ 10. | ▲ 2. | ▼ 7. | ▲ 1. | ▼ 8. | ▲ 5. | ▲ 3. | ▲ 2. | ▼ 3. |